# Olympische Sommerspiele 1896/Ringen – Griechisch-römischer Stil Offene Klasse (Männer)
Das Ringen in der offenen Klasse im griechisch-römischen Stil der Männer bei den Olympischen Spielen 1896 in Athen fand vom 10. bis 11. April 1896 statt.

## Ergebnisse
Im ersten olympischen Kampf standen sich der Grieche Stefanos Christopoulos und der Ungar Momcsilló Tapavicza gegenüber, man erwartete ein fast ausgeglichenes Duell, jedoch ging Christopoulos als Sieger hervor, nachdem sich Tapavicza verletzungsbedingt zurückzog. Im zweiten Kampf besiegte der Deutsche Carl Schuhmann den Weltmeister im Gewichtheben Launceston Elliot aus Großbritannien.
Im Halbfinale hatte Schuhmann, der mit 1,63 Metern der kleinste und auch leichteste Teilnehmer war, ein Freilos. Im griechischen Duell zwischen Christopoulos und Georgios Tsitas, setzte sich Tsitas durch, da sein Gegner sich an der Schulter verletzte.
Der Finalkampf zwischen Schuhmann und Tsitas ging über 40 Minuten, auf Grund der eintretenden Dunkelheit wurde dieser unterbrochen um am nächsten Morgen fortgesetzt. Hier brachte der Deutsche Tsitas nach 15 Minuten zu Fall und wurde erster Olympiasieger im Ringen.
|  | Viertelfinale               | Viertelfinale          |                         |                        | Halbfinale | Halbfinale |  |  | Finale | Finale |
|  |                             |                        |                         |                        |            |            |  |  |        |        |
|  | 10. April                   |                        |                         |                        |            |            |  |  |        |        |
|  |                             |                        |                         |                        |            |            |  |  |        |        |
|  | Deutsches Reich             | Carl Schuhmann         |                         |                        |            |            |  |  |        |        |
|  | Deutsches Reich             | Carl Schuhmann         |                         |                        |            |            |  |  |        |        |
|  | Vereinigtes Konigreich 1801 | Launceston Elliot      |                         |                        |            |            |  |  |        |        |
|  | Vereinigtes Konigreich 1801 | Launceston Elliot      | Deutsches Reich         | Carl Schuhmann         |            |            |  |  |        |        |
|  |                             |                        | Deutsches Reich         | Carl Schuhmann         |            |            |  |  |        |        |
|  |                             |                        | –                       | Freilos                |            |            |  |  |        |        |
|  |                             |                        | –                       | Freilos                |            |            |  |  |        |        |
|  |                             |                        | 10. und 11. April       |                        |            |            |  |  |        |        |
|  |                             |                        |                         |                        |            |            |  |  |        |        |
|  | Deutsches Reich             | Carl Schuhmann         |                         |                        |            |            |  |  |        |        |
|  | Deutsches Reich             | Carl Schuhmann         | 10. April               |                        |            |            |  |  |        |        |
|  |                             |                        | Königreich Griechenland | Georgios Tsitas        |            |            |  |  |        |        |
|  | Königreich Griechenland     | Stefanos Christopoulos | Königreich Griechenland | Georgios Tsitas        |            |            |  |  |        |        |
|  | Königreich Griechenland     | Stefanos Christopoulos | 10. April               |                        |            |            |  |  |        |        |
|  | Ungarn 1867                 | Momcsilló Tapavicza    |                         |                        |            |            |  |  |        |        |
|  | Ungarn 1867                 | Momcsilló Tapavicza    | Königreich Griechenland | Stefanos Christopoulos |            |            |  |  |        |        |
|  |                             |                        | Königreich Griechenland | Stefanos Christopoulos |            |            |  |  |        |        |
|  |                             |                        | Königreich Griechenland | Georgios Tsitas        |            |            |  |  |        |        |
|  |                             |                        | Königreich Griechenland | Georgios Tsitas        |            |            |  |  |        |        |
|  |                             |                        |                         |                        |            |            |  |  |        |        |
|  |                             |                        |                         |                        |            |            |  |  |        |        |
|  |                             |                        |                         |                        |            |            |  |  |        |        |

## Weblink
- Ergebnisse